# The Headboys
The Headboys waren eine britische Poprock-Band, die von 1977 bis 1982 bestand und 1979 ihr einziges, gleichnamiges Album veröffentlichte.

## Werdegang
Die Songs auf dem Album sind einfach, schnörkellos und trotzdem abwechslungsreich. Typisch für die flotte, beat-orientierte Musik der Headboys sind die eingängigen Melodien und Gesangsharmonien. Produzent des Albums war Peter Ker, der zuvor unter anderem das Album Approved by the Motors von den Motors produziert hatte. Es enthält auf jeder Seite sechs Stücke. Als Single ausgekoppelt wurden The Shape of Things to Come, Kickin the Kans und School Girls, wobei nur The Shape of Things to Come sich in den Charts platzieren konnte.
Die guten Rezensionen der Fachpresse für ihr Album ermutigte die Band zu einer Nordamerika-Tournee, die jedoch abgebrochen werden musste. 
1982 wurde neues Material aufgenommen und die Single Something’s Happening veröffentlicht. Die Band löste sich dann allerdings auf, ohne das geplante zweite Album fertigzustellen.
Von den deutschen Bands Fury in the Slaughterhouse und Alphaville gibt es eine Coverversion von The Shape of Things to Come. Es gibt einen gleichnamigen Song von Slade. Beide Songs haben nur den Titel gemeinsam.

## Diskografie

### Alben
- The Headboys (1979)
- The Lost Album (2013)

### Singles
- Stepping Stones (1979)
- Kickin the Kans (1979)
- The Shape of Things to Come (1979)
- Schoolgirls (1980)
- Something’s Happening (1982)